# Convoi no 71 du 13 avril 1944
 (juin 2021).
Si vous disposez d'ouvrages ou d'articles de référence ou si vous connaissez des sites web de qualité traitant du thème abordé ici, merci de compléter l'article en donnant les références utiles à sa vérifiabilité et en les liant à la section « Notes et références ».
Le convoi no 71 du 13 avril 1944 surnommé « convoi 71 », est un convoi de déportation de Juifs de France pendant la Seconde Guerre mondiale. 
Selon « Le Calendrier de la persécution des Juifs de France » (document édité par Fayard en 2001 et par Serge Klarsfeld), ce convoi était constitué de 1 500 déportés (624 hommes, 854 femmes et 22 indéterminés). 
Le convoi 71 est à destination d'Auschwitz : 165 hommes et 91 femmes sont sélectionnés pour les travaux forcés. Les autres déportés sont assassinés dans les chambres à gaz dès leur arrivée à Auschwitz.

## Déportés
Parmi ces 1 500 déportés, se trouvent 34 parmi les 44 enfants arrêtés à la Maison d’Izieu le 6 avril 1944, ainsi que les encadrants de la Maison d'Izieu, Léa Feldblum et Sarah Levan-Reifman, médecin de l'établissement, et ses parents Moïse Reifman et Eva Reifman. Tous les enfants de la Maison d'Izieu furent gazés. Léa Feldblum quant à elle est sélectionnée à son arrivée à Auschwitz pour le travail forcé, puis les médecins nazis lui font subir des expérimentations médicales ; elle survit à la déportation. 
Simone Veil, sa mère Yvonne Jacob et sa sœur Madeleine Jacob, Marceline Loridan-Ivens et son père Szlama Rosenberg, Ginette Kolinka, son père Léon Cherkasky, son petit frère Gilbert Cherkasky et son neveu et Anne-Lise Stern font partie des déportés : à leur arrivée à Auschwitz, elles sont sélectionnées pour le travail forcé. Simone Veil, Marceline Loridan-Ivens et Anne-Lise Stern survivent toutes les trois à la déportation. Après avoir survécu à Auschwitz, à Bobrek et à la longue évacuation des camps par les SS, Yvonne Jacob meurt à Bergen-Belsen, au début de l'année 1945 — pour Simone qui se trouvait à ses côtés, « C'était soit à la toute fin de janvier 1945, soit au début du mois de février. Nous n'avions plus conscience des dates et je ne peux qu'essayer de reconstituer ». 
Le Grand-rabbin Paul Haguenauer et son épouse Noémie Lévy sont également déportés par ce convoi. Les sources ne permettent pas de déterminer s'il est mort durant le trajet de Drancy à Auschwitz, ou s'il est mort gazé à son arrivée à Auschwitz.